# Couple Days Off
«Couple Days Off» es una canción interpretada por Huey Lewis and the News y lanzada como sencillo del álbum Hard at Play en 1991. Alcanzó el número 11 en el Billboard Hot 100 de Estados Unidos y el número 4 en la lista canadiense RPM 100 Hit Tracks, y llegó al top 40 en las listas de Australia, Alemania, Países Bajos y Nueva Zelanda.

## Lista de canciones
casete sencillo (Estados Unidos)  mini-CD sencillo (Japón)
1. "Couple Days Off" – 4:56
2. "Time Ain't Money" – 4:46

sencillo 7" y casete sencillo (Australia)
1. "Couple Days Off" (short edit) – 3:15
2. "Time Ain't Money" – 4:46

maxi 12" 
A1. "Couple Days Off" (LP version) – 4:57
B1. "Time Ain't Money" – 4:46
B2. "The Heart of Rock & Roll" – 5:01
CD sencillo
1. "Couple Days Off" (LP version) – 4:57
2. "Time Ain't Money" – 4:46
3. "The Heart of Rock & Roll" – 5:01
4. "Couple Days Off" (short edit) – 3:15

## Posicionamiento en listas
| Lista (1991)                          | Máxima posición |
| ------------------------------------- | --------------- |
| Alemania (Offizielle Deutsche Charts) | 40              |
| Australia (ARIA)                      | 40              |
| Canadá (RPM Top Singles)              | 4               |
| Estados Unidos (Billboard Hot 100)    | 11              |
| Estados Unidos (Mainstream Rock)      | 3               |
| Nueva Zelanda (Recorded Music NZ)     | 24              |
| Países Bajos (Dutch Top 40)           | 17              |
| Países Bajos (Mega Single Top 100)    | 17              |